# Constance Wu
Pour les articles homonymes, voir Constance et Wu.
Constance Wu, est une actrice, réalisatrice, scénariste et productrice américaine née le 22 mars 1982 à Richmond dans l'État de Virginie.
Elle est notamment connue à la télévision pour son rôle central dans la série télévisée Bienvenue chez les Huang dans laquelle elle interprète Jessica Huang, ainsi qu'au cinéma pour le rôle de Rachel Chu dans la comédie romantique Crazy Rich Asians et celui de Destiny dans le drame Queens.
En 2017, elle a été incluse dans la liste annuelle Time 100 des personnes les plus influentes au monde.

## Biographie
Elle est née et a grandi à Richmond en Virginie. Ses parents sont d'origine taïwanaise. Elle a deux sœurs plus âgées et une sœur plus jeune. Elle débute au théâtre à 16 ans et déménage à New York.

## Carrière
En 2015, il est annoncé qu'elle rejoint la série télévisée Bienvenue chez les Huang, dans le rôle de Jessica Huang. La série est diffusée depuis le 4 février 2015 sur ABC,. Pour ce rôle, elle sera plusieurs fois nommée dans la catégorie "Meilleure actrice dans une série télévisée comique" lors des Critics' Choice Television Awards.
En 2018, elle rejoint la distribution principale de la comédie romantique américaine, Crazy Rich Asians réalisée par Jon Chu au côté d'Henry Golding. Pour ce rôle, elle sera plusieurs fois nommée notamment dans la catégorie "Meilleure actrice" lors de la 22e cérémonie des Satellite Awards et dans la catégorie "Meilleure actrice dans un film musical ou une comédie" lors de la 76e cérémonie des Golden Globes,.
En 2019, elle rejoint la distribution principale de la comédie dramatique Queens aux côtés de Lili Reinhart, Jennifer Lopez et Cardi B. Le tournage a débuté le 22 mars 2019 à New York, le film sortant au mois de septembre suivant,,.
En mars 2019, le développement d'une suite au film à succès Crazy Rich Asians, China Rich Girlfriend, est annoncé,,.
En 2021, elle apparaît dans l’épisode 5 de la saison 1 de Solos, une série Amazon Original qui met en scène des acteurs tels que Anne Hathaway, Morgan Freeman ou encore Helen Mirren dans des univers différents. La particularité de cette série est que les acteurs en question jouent quasiment tout seul dans leur épisode entier respectif.

## Filmographie

### Cinéma

#### Longs métrages
- 2006 : The Architect de Matt Tauber : Michelle
- 2006 : Stephanie Daley de : Jenn
- 2007 : Year of the Fish : Lucy
- 2011 : Sound of My Voice de Zal Batmanglij : Christine
- 2012 : Watching TV with the Red Chinese : Kimi Hu
- 2013 : Best Friends Forever : Melanie
- 2014 : Electric Slide de Tristan Patterson : Mika Oh
- 2015 : Parallels de Christopher Leone : Polly
- 2017 : The Feels de Jenée LaMarque : Andi
- 2017 : Lego Ninjago, le film (The LEGO Ninjago Movie) de Charlie Bean, Paul Fisher et Bob Logan : Mayor
- 2018 : Crazy Rich Asians de Jon Chu : Rachel Chu
- 2018 : Nouvelle génération de Kevin R. Adams, Joe Ksander et Ricardo Curtis : Molly (voix)
- 2018 : All the Creatures Were Stirring de David Ian McKendry et Rebekah McKendry : Gabby
- 2019 : Queens de Lorene Scafaria : Destiny
- 2021 : Le Dragon-génie (Wish Dragon) de Chris Appelhans : La mère (voix)
- 2021 : I Was a Simple Man de Christopher Makoto Yogi : Grace
- 2022 : Enzo le Croco (Lyle, Lyle, Crocodile) de Josh Gordon et Will Speck : Mme Primm

#### Courts métrages
- 2013 : Taylor Manifest de Daniel Brothers : Val
- 2017 : Nine Minutes d'Ernie Gilbert : Lilian
- 2018 : Crow : The Legend d'Eric Darnell : Skunk (voix)

### Télévision

#### Séries télévisées
- 2006 : New York, unité spéciale (Law and Order : Special Victims Unit) : Candy (saison 8, épisode 7)
- 2007 : On ne vit qu'une fois (One Life to Live) : Laudine Lee
- 2011 : Torchwood : Shawnie Yamaguchi
- 2012 - 2017 : EastSiders : Kathy
- 2013 : Covert Affairs : Wendy Chen
- 2014 : Spooked : Amanda
- 2014 : Franklin & Bash : Caroline Chilton
- 2015 : Childrens Hospital : Pepsi Lamarr
- 2015 - 2020 : Bienvenue chez les Huang (Fresh Off the Boat) : Jessica Huang
- 2016 : Royal Pains : Amy Chang
- 2017 : Dimension 404 : Jeanne
- 2021 : Solos : Jenny Taylor
- 2022 : The Terminal List : Katie Buranek
- 2023 : Velma : Daphne Blake (voix)

#### Téléfilms
- 2013 : Dans les griffes de ma belle-mère (Deadly Revenge) de Michael Feifer : Kym
- 2013 : Browsers de Don Scardino : Prudence Yu
- 2014 : High Moon d'Adam Kane : Mikiko Kobiyashi

### Réalisatrice
- 2013 : My Mother Is Not a Fish (également scénariste et productrice)

### Clip vidéo
- 2018 : Family Feud de Jay-Z feat. Beyoncé

## Distinctions
Sauf indication contraire, les informations mentionnées dans cette section peuvent être confirmées par la base de données cinématographiques IMDb,  présente dans la section « Liens externes ».
| Année | Prix                                                    | Catégorie                                             | Nomination               | Résultat   |
| ----- | ------------------------------------------------------- | ----------------------------------------------------- | ------------------------ | ---------- |
| 2019  | 76e cérémonie des Golden Globes                         | Meilleure actrice dans un film musical ou une comédie | Crazy Rich Asians        | Nomination |
| 2019  | 24e cérémonie des Critics' Choice Movie Awards          | Meilleure actrice dans une comédie                    | Crazy Rich Asians        | Nomination |
| 2019  | 23e cérémonie des Satellite Awards                      | Meilleure actrice                                     | Crazy Rich Asians        | Nomination |
| 2019  | Gold Derby Awards                                       | Meilleure distribution                                | Crazy Rich Asians        | Nomination |
| 2019  | Online Film & Television Association                    | Meilleure distribution                                | Crazy Rich Asians        | Nomination |
| 2019  | 25e cérémonie des Screen Actors Guild Awards            | Meilleure distribution                                | Crazy Rich Asians        | Nomination |
| 2018  | Dublin Film Critics' Circle                             | Meilleure actrice                                     | Crazy Rich Asians        | Nomination |
| 2018  | 8e cérémonie des Critics' Choice Television Awards      | Meilleure actrice dans une série télévisée comique    | Bienvenue chez les Huang | Nomination |
| 2017  | 7e cérémonie des Critics' Choice Television Awards      | Meilleure actrice dans une série télévisée comique    | Bienvenue chez les Huang | Nomination |
| 2016  | Gold Derby Awards                                       | Meilleure actrice dans une comédie                    | Bienvenue chez les Huang | Nomination |
| 2016  | 6e cérémonie des Critics' Choice Television Awards      | Meilleure actrice dans une série télévisée comique    | Bienvenue chez les Huang | Nomination |
| 2016  | 32e cérémonie des Television Critics Association Awards | Meilleure interprétation dans une série comique       | Bienvenue chez les Huang | Nomination |
| 2015  | 31e cérémonie des Television Critics Association Awards | Meilleure interprétation dans une série comique       | Bienvenue chez les Huang | Nomination |
| 2015  | Gold Derby Awards                                       | Meilleure actrice dans une comédie                    | Bienvenue chez les Huang | Nomination |
| 2015  | 5e cérémonie des Critics' Choice Television Awards      | Meilleure actrice dans une série télévisée comique    | Bienvenue chez les Huang | Nomination |